# Geubels en de Belgen
Geubels en de Belgen was een humoristisch televisieprogramma op VIER dat gepresenteerd werd door Philippe Geubels. Het programma was een remake van het Britse programma John Bishop's Britain. Het eerste seizoen werd uitgezonden in het najaar van 2013 op donderdagavond. Vanaf 8 april 2014 wordt het eerste seizoen van Geubels en de Belgen herhaald op dinsdagavond. Vanaf 11 september 2014 is het tweede seizoen te zien.

## Concept
Philippe Geubels vertelt in een onemanshow, aangevuld met beeldmateriaal die illustreren hoe de Belgen leven (ook van enkele bv's waaronder Sergio, Herman Brusselmans, Evy Gruyaert, Walter Grootaers, Karl-Heinz Lambertz, Lea Couzin, Jean-Pierre Van Rossem, Ruth Beeckmans, Pascal Braeckman, Kim Clijsters, Sam Gooris, Dominique Deruddere, Soe Nsuki,  ...). Elke aflevering draait rond een specifiek thema: opgroeien, vakantie, eten, de feestdagen, liefde en huwelijk, sport, ‘gezellig thuis zijn’, het werk, muziek en mode en ziekte en gezondheid.

## Afleveringen
Seizoen 1
| Afl. | Datum             | Thema         | Kijkcijfers (Live) |
| ---- | ----------------- | ------------- | ------------------ |
| 1    | 5 september 2013  | Opgroeien     | 591.995            |
| 2    | 12 september 2013 | Vakantie      | 652.901            |
| 3    | 19 september 2013 | Werk          | 559.812            |
| 4    | 26 september 2013 | Liefde        | 704.483            |
| 5    | 3 oktober 2013    | Sport         | 643.506            |
| 6    | 10 oktober 2013   | Thuis         | 778.841            |
| 7    | 17 oktober 2013   | De Feestdagen | 782.378            |
| 8    | 24 oktober 2013   | Eten          | 653.065            |
| 9    | 31 oktober 2013   | Compilatie    | 717.093            |

Ook de herhalingen die vanaf april 2014 worden uitgezonden, scoren nog vaak meer dan 350.000 kijkers.
Seizoen 2
| Afl. | Datum             | Thema                | Kijkcijfers (Live) |
| ---- | ----------------- | -------------------- | ------------------ |
| 1    | 11 september 2014 | Muziek en mode       | 557.797            |
| 2    | 18 september 2014 | Ziekte en gezondheid | 378.139            |
| 3    | 25 september 2014 | Media                | 594.295            |
| 4    | 2 oktober 2014    | Dieren               | 603.306            |
| 5    | 9 oktober 2014    | Hobby's              | 657.827            |
| 6    | 16 oktober 2014   | Belg zijn            | 655.952            |
| 7    | 23 oktober 2014   | Vrienden             | 675.843            |
| 8    | 30 oktober 2014   | Geld                 | 744.102            |
| 9    | 6 november 2014   | Compilatie           | 560.712            |

Met de uitgestelde kijkers erbij geteld, haalt Geubels en De Belgen een gemiddelde van 800.000 kijkers.
Ook de herhalingen die sinds maart 2015 worden uitgezonden, scoren opnieuw nog vaak meer dan 350.000 kijkers.